# Chizala
Chizala là một chi bướm đêm thuộc họ Geometridae.